# بهامي (بعدان)

تعديل مصدري - تعديل

بهامي محلة تابعة لقرية المناخ، التابعة لعزلة بني منصور بمديرية بعدان إحدى مديريات محافظة إب في الجمهورية اليمنية، بلغ تعداد سكانها 51 حسب تعداد اليمن لعام 2004.